# (8730) Iidesan
(8730) Iidesan est un astéroïde de la ceinture principale.

## Description
(8730) Iidesan est un astéroïde de la ceinture principale. Il fut découvert le 10 novembre 1996 à Nanyo par Tomimaru Okuni. Il présente une orbite caractérisée par un demi-grand axe de 2,37 UA, une excentricité de 0,22 et une inclinaison de 1,2° par rapport à l'écliptique.

## Compléments